# Abraxas karafutonis
Abraxas karafutonis är en fjärilsart som beskrevs av Matsumura 1925. Abraxas karafutonis ingår i släktet Abraxas och familjen mätare. Inga underarter finns listade i Catalogue of Life.